# Мінерали-мінус
Мінерали-мінус (рос. минералы-минус, англ. minus-minerals; нім. Minus-Minerale n pl) –
1. Залізисто-магніїсті силікати, які утворюються у вивержених породах при скороченні об'єму. Термін маловживаний.

1. Те саме, що мінерали оптично негативні.